# Tutulus

En tutulus, liknande dem som är vanliga under Bronsålderns period 3

En Tutulus (plural, tutuli) är en spetsig konisk bältesprydnad av brons. Tutuli förekom under äldre bronsålder tillsammans med bältesplatta som dekoration på kvinnornas bälte. Tutuli uppträder först under bronsålderns period 2 och kan även sitta som prydnad på hästutrustning.